# ایر لینک
ایر لینک (به انگلیسی: Air Link) یک شرکت هواپیمایی با کد یاتا ZL است که در ۱۹۷۱ میلادی تأسیس شده‌است.